# Trichodezia leucocratia
Trichodezia leucocratia là một loài bướm đêm trong họ Geometridae.